# Talmud

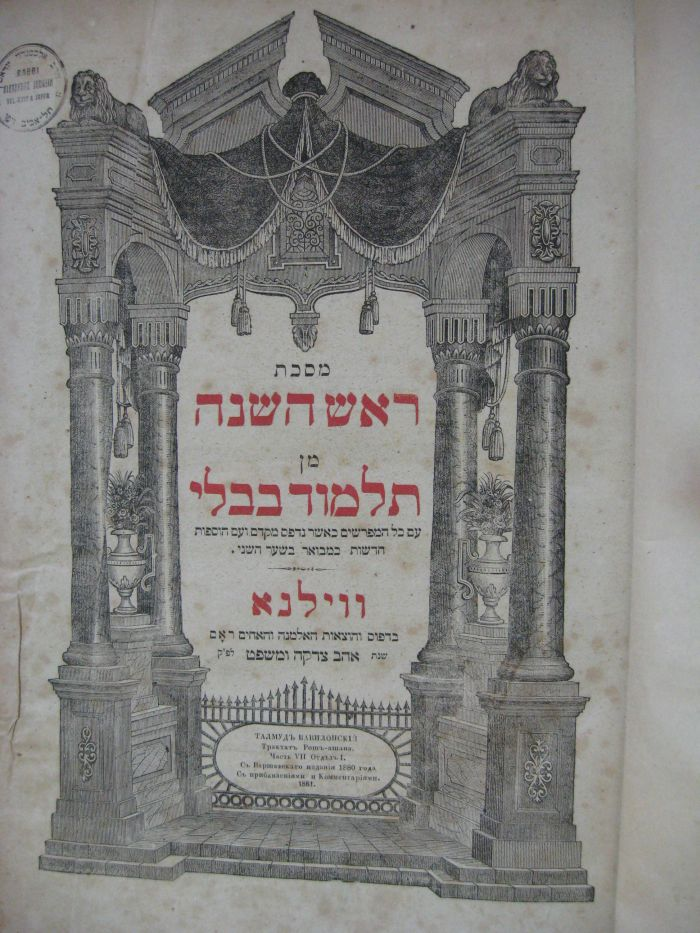
Babylonischer Talmud, Titelblatt der Wilnaer Ausgabe, 1880 bis 1886, der gebräuchlichsten Ausgabe des Talmud

Der Talmud (hebräisch תַּלְמוּד Talmūḏ, deutsch ‚Belehrung‘ ‚Studium‘, eigentlich hebräisch תלמוד תורה Talmūḏ Tora, deutsch ‚Studium der Tora‘ oder ‚Lernen der Tora‘) ist eines der bedeutendsten Schriftwerke des Judentums. Er besteht aus zwei Teilen, der älteren Mischna und der jüngeren Gemara, und liegt in zwei Ausgaben, Talmudim (hebräisch תלמודים), vor:
- Babylonischer Talmud (hebräisch תַּלְמוּד בַּבְלִי Talmud Bavli) und
- Jerusalemer Talmud (hebräisch תַּלְמוּד יְרוּשָׁלְמִי Talmud Jeruschalmi).

Der Talmud enthält selbst keine biblischen Gesetzestexte (Tanach), sondern zeigt auf, wie diese Regeln in der Praxis und im Alltag von den Rabbinern verstanden und ausgelegt wurden. Der Talmud ist eine umfassende Sammlung jüdischer Schriften, die die mündliche Überlieferung des jüdischen Gesetzes und der religiösen Lehren dokumentiert. Die Dokumentation im Talmud erfolgt durch die Sammlung und Überlieferung von Diskussionen und Urteilen (Responsen, hebräisch שאלות ותשובות She’elot uTeshuvot, deutsch ‚Fragen und Antworten‘), die von Rabbinern über Jahrhunderte hinweg geführt wurden. Eine Qualitätssicherung (z. B. Textkritik, Interpretationsprüfung) im Talmud geschieht durch die rigorose Überprüfung und Konsensbildung unter den Gelehrten, die auf genaue Textinterpretation und logische Argumentation achten.

## Zeitliche Einordnung
Der Jerusalemer Talmud, der eigentlich in Galiläa, vor allem in den Städten Tiberias und Sepphoris seine Endredaktion im 5. Jahrhundert erfuhr. Sowie den babylonischen Talmud, aus den Akademien von Sura, Pumpedita und Nehardea in der Endredaktion Anfang des 7. Jahrhunderts. Der Talmud hat zwei Bestandteile: die Mischna (hebräisch משנה, Abschluss um 200 n. Chr.), ein schriftliches Kompendium der mündlichen Tora, und die Gemara (hebräisch גמרא entstanden um 500 n. Chr., Abschluss des babylonischen Talmuds um 600 n. Chr.). Der Begriff „Talmud“ kann sich entweder auf die Gemara allein oder auf die Mischna und die Gemara zusammen beziehen.

## Begriff
Talmud ist ein von der hebräischen Verb wurzel למד lmd, deutsch ‚lernen‘, abgeleitetes Substantiv. Die „Lehre“ bezeichnet sowohl die Tätigkeit des Studiums, des Lehrens und Lernens, als auch den Gegenstand des Studiums.
Die aramäische Entsprechung der hebräischen Wurzel ist גמר gmr, deutsch ‚abschließen, beenden‘. Von ihr leitet sich der Begriff Gemara (גְּמָרָא) ab, der im übertragenen Sinn ebenfalls „Lehre“ bedeutet.

## Intentionen und Ursprünge
Die Intention des Talmuds und seiner Redaktoren liegt in der umfassenden Auslegung (Midrasch) und Dokumentation der jüdischen Gesetze, Lehren und Traditionen, die auf den beiden Torot (hebräisch תּוֹרוֹת) basieren. Der Talmud besteht aus zwei Hauptteilen:
- der Mischna (מִשְׁנָה) und
- der Gemara (aramäisch גמרא gamar).

Die Mischna ist eine systematische Sammlung von Gesetzen, die die mündliche Überlieferung der Tora wiedergibt, während die Gemara die detaillierte Diskussion und Auslegung dieser Gesetze durch rabbinische Gelehrte darstellt. Eine weitere Kompilierung des mündlichen Gesetzes etwa aus demselben Zeitraum, welche ebenfalls eine hohe Autorität besitzt ist die Tosefta (Baraita). Die Tosefta stellt eine Sammlung von Ergänzungen und Erklärungen zur Mischna dar. Der Talmud ist die verschriftlichte Form und zugleich die diskursive Interpretation der mündlichen Tora. Er besteht aus der Mischna – der ersten systematischen Sammlung mündlicher Überlieferungen – und der Gemara, die diese diskutiert und auslegt. Eine wichtige ergänzende Quelle ist die Tosefta, die weitere Überlieferungen und Erläuterungen zur Mischna enthält und in der Gemara häufig herangezogen wird.
Die Unterscheidung und die daraus resultierenden Folgen zwischen
- der mündlichen (hebräisch תּוֹרָה שֶׁבַּעְפֶּה Tora Shebe'al Peh) und
- der schriftlichen Tora (hebräisch תּוֹרָה שֶׁבִּכְתָב Tora Schebichtaw)

ist die zentrale Thematik im rabbinischen Judentum. Beide Torateile, die Torot, sind als göttliche Offenbarung zu verstehen, jedoch unterscheiden sie sich sowohl in ihrer Form als auch in ihrer Bedeutung und Anwendung. Die schriftliche und die mündliche Tora im rabbinischen Judentum stellen zwei sich ergänzende, aber unterschiedliche Formen der göttlichen Weisheit dar. Die schriftliche Tora gibt die fundamentalen Gebote und Prinzipien vor, die als von Gott direkt offenbart gelten, während die mündliche Tora diese Prinzipien erklärt, konkretisiert und an neue Gegebenheiten anpasst. Der Text wurde abschließend im rabbinischen Judentum von den Masoreten in Form des Masoretischen Textes kanonisiert.
Die „mündliche Tora“ und ihre narrativen Folgen sind insofern „dynamisch“, da sie in Gruppen von Menschen im persönlichen Kontakt, durch soziale Interaktion weiterentwickelt werden. Sie wird als notwendige Ergänzung zur schriftlichen Tora angesehen und erklärt, wie die in der schriftlichen Tora festgelegten Gebote im Alltag anzuwenden sind.
Der Talmud als Verschriftlichung der mündlichen Tora ist eine wesentliche Grundlage für das Verständnis und die Anwendung des jüdischen Gesetzes und der jüdischen Ethik, dabei dient der Talmud, mit seinen Kommentaren und Diskussionen, nicht nur der Erklärung von Gesetzen, sondern auch der moralischen, ethischen und spirituellen Reflexion. Zwar stand das Gesetz (Halacha) im Vordergrund, insbesondere in der Mischna und der darauf aufbauenden Gemara, aber die rechtlichen Diskussionen waren oft tief verwoben mit ethischen und philosophischen Überlegungen.
Im rabbinischen Judentum wird die Arbeit der Rabbiner, die sich mit der mündlichen Tora und ihrer Weiterführung beschäftigen, als „göttlich inspiriert“  hebräisch (רוּחַ הַקֹּדֶשׁ Ruach ha-Kodesh, deutsch ‚der heilige Wind‘ ‚Odem‘)  angesehen. Eine rabbinische Entscheidung wird als „göttlich inspiriert“ und gültig betrachtet, wenn sie im Einklang mit den Prinzipien der Tora steht und sich auf diese heiligen Texte stützt.
Die Qualität einer rabbinischen Entscheidung wird dann im Einklang mit göttlicher Weisung anerkannt, wenn sie in Übereinstimmung mit der schriftlichen Tora, der mündlichen Überlieferung und der rabbinischen Tradition steht und von der Gemeinschaft als authentisch und legitim anerkannt wird. Ein grundlegendes Kriterium ist die Übereinstimmung der rabbinischen Auslegung mit der schriftlichen Tora (Tora Schebichtaw) und der mündlichen Tora (Tora Shebe'al Peh), die durch den Talmud und andere rabbinische Werke überliefert wurden. Eine rabbinische Entscheidung wird als göttlich inspiriert und gültig betrachtet, wenn sie im Einklang mit den Prinzipien der Tora steht und sich auf diese heiligen Texte stützt.
Die Dichotomie zwischen schriftlicher Tora (Tora Schebichtaw) und mündlicher Tora (Tora Schebealpeh) ist ein zentrales Konzept im rabbinischen Judentum, und die präzise Formulierung und Systematisierung der insbesondere Letzteren, lässt sich auf die Entwicklung der rabbinischen Literatur nach der Zerstörung des zweiten Tempels im Jahr 70 n. Chr. zurückverfolgen; Pharisäer zur Zeit des  2. Tempels) zurückführen. Es gibt jedoch Hinweise darauf, dass die Idee von einer mündlichen Tradition, die der schriftlichen Tora ergänzend zur Seite steht, bereits zur Zeit der Pharisäer (ca. 2. Jahrhundert v. Chr. bis 1. Jahrhundert n. Chr.) existierte.

### Exkurs zur Historie der Tora-Überlieferung und der Entstehung des Talmuds
Die mündliche Tora entwickelte sich parallel zur schriftlichen Tora – sie ist keine bloße Ergänzung, sondern eine lebendige Auslegung und Fortführung; vielfach wird metaphorisch von „Gebrauchsanleitung“ gesprochen. Begleitende Interpretation: Schon mit der Entstehung der schriftlichen Tora begann ihre Auslegung – zunächst mündlich. Man wollte verstehen, wie die Gebote konkret umzusetzen sind. Fehlende Details: Viele Gebote in der schriftlichen Tora sind sehr knapp formuliert („Du sollst den Schabbat heiligen“) – die mündliche Tora erklärt, was das konkret bedeutet (z. B. welche Arbeiten am Schabbat verboten sind). Anwendung auf neue Situationen: Die mündliche Tora erlaubt es, die Tora auf neue Lebensrealitäten anzuwenden – etwa im Exil oder später in der Diaspora. Wechselwirkung: In gewisser Weise beeinflusste auch die Praxis die „Gebrauchsanleitung“, also die mündliche Tora, rückwirkend, welche Texte schriftlich fixiert und als „kanonisch“ anerkannt wurden.
Die schriftliche Tora entstand nicht auf einmal, sondern entwickelte sich über mehrere Jahrhunderte, vermutlich im Zeitraum vom 10. bis zum 5. Jahrhundert v. Chr. Frühtexte (10.–8. Jh. v. Chr.) in einem Prozess: Erste Erzähltraditionen über die Erzväter und -mütter, Exodus usw. wurden mündlich weitergegeben und teilweise schriftlich fixiert. Redaktionsprozesse (8.–6. Jh. v. Chr.): Unterschiedliche Erzählstränge und Gesetzeskorpora (wie der sogenannte Jahwist, Elohist, Priesterkodex usw.) wurden kombiniert. Babylonisches Exil (6. Jh. v. Chr.): Das Exil war ein wichtiger Einschnitt – das Bedürfnis, die religiöse Identität zu sichern, führte zur intensiveren Verschriftlichung und Sammlung heiliger Texte. Perserzeit(5. Jh. v. Chr.): In dieser Zeit wurde die Tora vermutlich kanonisiert, also als verbindlicher Textbestand festgelegt. Eine Schlüsselfigur dabei ist Esra, der als „Schriftgelehrter“ gilt und der laut biblischer Überlieferung die Tora dem Volk Israel öffentlich vorlas (Esra 7–10; Nehemia 8). Die Standardisierung der schriftlichen Tora fand ihren Höhepunkt wahrscheinlich im 5. Jahrhundert v. Chr., aber der Text wurde auch danach noch punktuell bearbeitet, etwa in der Formulierung oder Kommentierung. Die schriftliche Tora wurde standardisiert (Masoretischer Text), um die Grundlagen des Glaubens und der Gebote festzuhalten. Der masoretische Text (MT), also die standardisierte hebräische Bibel des rabbinischen Judentums, mit Vokalisation und Akzentsetzung, entstand zwischen dem 7. und 10. Jahrhundert n. Chr. in jüdischen Gelehrtenzentren wie Tiberias. Vor diesem Standard waren mehrere Textfassungen einzelner Torot (Plural hebräisch תּוֹרוֹת) im Umlauf, die sich teilweise deutlich unterschieden.
Die mündliche Tora entstand gleichzeitig, weil die Praxis eine konkrete Auslegung dieser Grundlagen erforderte. Später, als die mündliche Tora in Gefahr geriet, vergessen zu werden (z. B. durch Verfolgung oder Zerstreuung), wurde auch sie schriftlich fixiert – etwa in der Mischna (ca. 200 n. Chr.), Tosefta (ca. 3. Jh. n. Chr.) und dann im Talmud (3.–6. Jh. n. Chr.).

## Struktur und Aufbau des Talmuds
Der Talmud besteht aus zwei Hauptteilen, der Mischna, die erste schriftliche Zusammenfassung der mündlichen Tora (um 200 n. Chr.), in Hebräisch und der Gemara, die rabbinische Diskussion und Kommentierung der Mischna, meist in Aramäisch.
- Bibelvers (Zitat)
- Zur Frage formuliertes Problem
- Exegese (mit rabbinischen Regeln)
- Diskussion zwischen den Rabbanim (Machloket, hebräisch מחלוקת[21])
- Halachische Regel (wenn rechtliche Fragen)
- Aggadische Ausdeutung (wenn explizit ethische Fragen oder erzählerisch)

Daniel Strassberg formulierte den strukturellen Aufbau des Talmuds wie folgt:

„(…) dennoch haben beinahe alle Abschnitte dieselbe Struktur: 1. Ein Gesetz wird vorgetragen 2. Ein Widerspruch zu diesem Gesetz wird entdeckt und vorgetragen 3. Der Widerspruch wird aufgelöst, und die Einheit des Gesetzes wiederhergestellt 4. Dadurch entsteht ein neuer Widerspruch, der wiederum aufgelöst werden muss. Meist endet dieser Dreischritt  – Gesetz-Widerspruch-Auflösung – offen, ohne das eine Entscheidung fällt. (…)“

| Merkmale       | Jerusalemer Talmud                      | Babylonischer Talmud                   |
| -------------- | --------------------------------------- | -------------------------------------- |
| Entstehungsort | Eretz Israel (4.–5. Jh. n. Chr.)        | Babylonien (5.–6. Jh. n. Chr.)         |
| Sprache        | Westaramäisch                           | Ostaramäisch                           |
| Umfang         | Fragmentarischer, kürzere Darstellungen | Systematischer, umfangreicher          |
| Autorität      | weniger verbreitet, begrenzte Autorität | Hauptquelle des rabbinischen Judentums |
| Stil           | Knapp, oft schwer verständlich          | Ausführlich, mit vielen Diskussionen   |

## Ausgaben
Der Talmud liegt in zwei großen Ausgaben vor: Babylonischer Talmud (abgekürzt: bT) und Jerusalemer Talmud (abgekürzt: jT), die sich jeweils aus der Mischna und deren jeweiliger Kommentierung, der Gemara zusammensetzen. Nicht zu allen Mischnatraktaten existiert in jeder der genannten Talmudausgaben eine Gemara. Wenn vereinfachend vom Talmud gesprochen wird, ist in der Regel der Babylonische Talmud gemeint.

### Babylonischer Talmud
Nach Umfang, inhaltlichem Gewicht und Wirkungsgeschichte ist der Babylonische Talmud (hebräisch תַּלְמוּד בַּבְלִי Talmud Bavli, aramäisch תַּלְמוּדָא דְבָבֶל Talmuda deVavel) das bedeutendere Werk. Er entstand in den relativ großen, geschlossenen jüdischen Siedlungsgebieten in Babylonien und dem umliegenden Mesopotamien. Diese gewannen nach der Zerstörung Jerusalems durch die Römer im 1. Jahrhundert n. Chr. an Bedeutung, weil sie zunächst zum Parther-, später zum Sassanidenreich gehörten und damit außerhalb des römischen, später oströmischen Machtbereichs lagen. Vor allem die sassanidischen Könige verfolgten in der Regel eine sehr tolerante Religionspolitik, und die jüdischen Gemeinden im heutigen Irak blühten unter ihrer Herrschaft auf. Wichtige Gelehrtenschulen, deren Diskussionen im babylonischen Talmud ihren Niederschlag gefunden haben, befanden sich in Sura und Pumbedita, anfangs auch in Nehardea. Als maßgebliche Autoren gelten die Rabbiner Abba Arikha (genannt Raw), Samuel Jarchinai (Mar) sowie Rav Aschi.
Die einzige erhaltene Handschrift des Babylonischen Talmuds weltweit, die den gesamten Text umfasst, ist der Codex hebraicus 95, auch bekannt als die „Münchner Handschrift des Babylonischen Talmuds“. Sie wird in der Handschriftensammlung der Bayerischen Staatsbibliothek aufbewahrt. Im April 2025 wurde das Dokument von der UNESCO in ihre Liste des Weltdokumentenerbes aufgenommen.

### Jerusalemer Talmud (Palästinischer Talmud)
Der erheblich kürzere Talmud Jeruschalmi entstand in Palästina. Er ist weniger bedeutend als der Babylonische Talmud und in seinen Bestimmungen oft weniger streng. Hier gilt nach jüdischer Tradition, die auf Maimonides zurückgeht, als wichtigster Autor Rabbi Jochanan. Für den Jerusalemer Talmud gibt es verschiedene Bezeichnungen:
- Im Altertum nannte man ihn ursprünglich תַּלְמוּד יְרוּשָׁלְמִי Talmud Jeruschalmi – oder kurz יְרוּשָׁלְמִי Jeruschalmi.
- Spätere Bezeichnungen sind:
  - hebräisch תַּלְמוּד אֶרֶץ יִשְׂרָאֵל Talmud Eretz Jisrael ‚Talmud des Landes Israel‘
  - aramäisch גְּמָרָא דְאֶרֶץ יִשְׂרָאֵל Gemara deʾEretz Jisrael ‚Gemara des Landes Israel‘
  - aramäisch תַּלְמוּדָא דְמַעֲרָבָא Talmuda demaʿarava ‚Talmud des Westens‘
  - aramäisch גְּמָרָא דִבְנֵי מַעֲרָבָא Gemara divne maʿarava ‚Talmud der Söhne des Westens‘
- Heute nennt man ihn meist Talmud Jeruschalmi beziehungsweise Jerusalemer Talmud.
- In europäischen Sprachen wurde der Jerusalemer Talmud oft Palästinischer Talmud,[27] genannt; insbesondere in älterer Literatur begegnet auch die Bezeichnung Palästinensischer Talmud.[28]

### Erster Druck
Der erste Druck des lange zuvor entstandenen babylonischen Talmud aus dem Jahr 1523, ediert von Jacob Ben Chajim, stammt aus der Druckerei von Daniel Bomberg, einem aus Antwerpen stammenden Christen, der zwischen 1516 und 1539 in Venedig tätig war. Die von Bomberg eingeführte Folio-Zählung wird heute noch benutzt.

## Aufbau und Inhalt

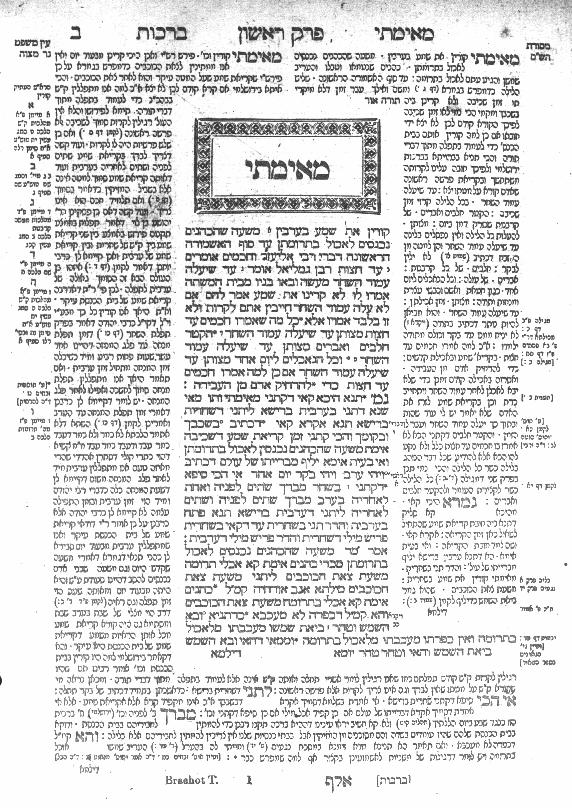
Babylonischer Talmud (Wilnaer Ausgabe): Beginn des Traktats Berachoth. In der Mitte die Mischna, ab Zeile 14 die Gemara (beginnend mit der hervorgehobenen Abkürzung „גמ“). Innen (hier: rechter Rand) der Kommentar von Raschi, außen (hier: linker Rand) spätere Kommentare.

Die Mischna gliedert sich in 6 Ordnungen (hebräisch סְדָרִים Sedarim, deutsch ‚Ordnung‘ ‚Reihenfolge‘) gegliedert, die jeweils aus einer Vielzahl von Traktaten (hebräisch מַסְכְּרוֹת Masechtot) bestehen. Diese Traktate sind in Kapitel unterteilt. Insgesamt umfasst die Mischna 63 Traktate und ist in 525 Kapiteln unterteilt.
Die Gemara führt die rabbinische Auslegung und Diskussion der Mischna fort. Es gibt zwei Hauptversionen der Gemara; Gemara aus Babylonien und Gemara aus Jerusalem.
Die Gemara ist in Kapitel unterteilt, und jedes Kapitel entspricht in der Regel dem entsprechenden Kapitel der Mischna, zu dem die Diskussion stattfindet. Die Babylonische Gemara umfasst in etwa 37 Bücher. Der Jerusalemer Talmud ist kürzer und weniger vollständig als der Babylonische Talmud, so sind einige Traktate im Jerusalemer Talmud nur teilweise oder gar nicht enthalten. Die Gliederung ist ähnlich, aber es gibt wesentliche Unterschiede in der Ausführlichkeit und den Diskussionen.
Der Text des Talmud lässt sich anhand verschiedener Kriterien unterteilen:

### Mischna und Gemara (Textgrundlage und Kommentar)
Ausgangspunkt des Talmuds ist die Mischna (hebräisch מִשְׁנָה ‚(Lehre durch) Wiederholung‘). Die Mischna ist die erste Niederschrift der mündlichen Tora (תּוֹרָה שֶׁבְּעַל-פֶּה tora sche-be-al-pe), jenes Teils der Tora, den Gott nach jüdischer Tradition Mose am Berg Sinai mündlich offenbart hat und der in der Folgezeit über Jahrhunderte mündlich weitergegeben, im 1. oder 2. Jahrhundert schließlich aber kodifiziert wurde. Ihre endgültige Form fand die in Hebräisch abgefasste Mischna im 2. Jahrhundert unter redaktioneller Federführung von Jehuda ha-Nasi. Daher ist sie im Babylonischen wie im Jerusalemer Talmud im Wesentlichen in identischer Form abgebildet. In den Talmudhandschriften werden die Mischnastücke, auf die Gemara Bezug nimmt, oft nur anzitiert und nicht vollständig wiedergegeben; ihre Kenntnis wurde beim gelehrten Leser vorausgesetzt.
Wenn der Talmud als solcher zitiert wird, ist immer die Gemara gemeint (aramäisch: ‚Vollendung‘,‚Lehre‘, ‚Wissenschaft‘). Die Gemara besteht aus Kommentaren und Analysen zur Mischna. Diese sind die Frucht umfangreicher und tief philosophischer Diskussionen unter jüdischen Gelehrten insbesondere in den Akademien von Sura und Pumbedita. Ausgehend von den meist rein juristischen Fragestellungen wurden Verbindungen zu anderen Gebieten wie Medizin, Naturwissenschaft, Geschichte oder Pädagogik hergestellt. Auch wurde der eher sachliche Stil der Mischna mit diversen Fabeln, Sagen, Gleichnissen, Rätseln etc. erweitert. Die meisten in der Gemara zitierten Gelehrten wirkten im 3. bis 5. Jahrhundert. Zwischen dem 5. und 8. Jahrhundert wurden die beiden, d. h. die babylonische und die Jerusalemer Fassung der Gemara abgeschlossen. Während die Mischna beiden Talmudausgaben gemeinsam ist, unterschieden sich die Gemara des babylonischen und des Jerusalemer Talmud erheblich.
In Handschriften und Drucken des Babylonischen Talmuds kommen schließlich als gewissermaßen dritte Schicht die Kommentare aus späterer Zeit hinzu. Hervorzuheben sind insbesondere jene von Raschi (Rabbi Schlomo ben Jizchak), einem im 11. Jahrhundert in Frankreich und Deutschland wirkenden Talmudgelehrten.
Die ständige Fortentwicklung der Tradition durch Diskussionen, Kommentare und Analysen prägt den durchgängig dialektischen Stil des Talmuds. Das bevorzugte Mittel der Darstellung ist der Dialog zwischen verschiedenen rabbinischen Lehrmeinungen, der am Ende zu einer Entscheidung führt und den maßgeblichen Stand der Tradition wiedergibt.
Die Anordnung der Textteile auf einer typischen Talmudseite ist wie folgt: Den Haupttext in der Mitte jeder Seite bilden einander abwechselnd Mischna und Gemara. Der Textstreifen am oberen Innenrand einer Seite enthält den Kommentar Raschis, der am Außenrand und ggf. am unteren Rand schließlich etwaige weitere Kommentare.

Layout einer Seite aus der Oz veHadar-Edition des Talmud.

### Die sechs Ordnungen (sachliche Einteilung)
Eine zweite äußere Gliederungssystematik fußt auf sachlichen Prinzipien. Beide Talmude sind, wie die ihnen zugrundeliegende Mischna, in 6 „Ordnungen“ (סְדַרִים sədarîm, im Singular סֵדֶר sædær) eingeteilt, diese wiederum in 7 bis 12 Traktate (מַסֶּכְתֹּות massækhtôt, Singular מַסֶּכֶת massækhæt). Die Traktate wiederum bestehen aus Abschnitten (hebräisch סוגיה Sugya oder im Plural, Sugyot) und letztlich aus einzelnen Mischnajot (Plural von Mischna). Diese Gliederung in „sechs Ordnungen“ hat zu der im orthodoxen Judentum geläufigen Bezeichnung Schas (ש״ס) für den Talmud geführt (Abkürzung von hebräisch שִׁשָּׁה סְדַרִים šiššāh sədarîm, deutsch ‚sechs Ordnungen‘).
Die Titel der Ordnungen lauten:
- Seraʿim סֵדֶר זְרָעִים (Saaten, Samen): elf Traktate über landwirtschaftliche Abgaben an Priester, sozial Bedürftige, Fremde.
- Mo'ed סֵדֶר מוֹעֵד (Festzeiten, Festtag): zwölf Traktate über Fest- und Fasttage.
- Naschim סֵדֶר נָשִׁים (Frauen): sieben Traktate über Familienrecht.
- Nesiqin סֵדֶר נְזִיקִין (Schädigungen): zehn Traktate über Straf- und Zivil-, insbesondere Schadensersatzrecht, zusätzlich der ethische Traktat Avot.
- Qodaschim סֵדֶר קָדָשִׁים (Heilige Dinge): elf Traktate über Opferriten, Speisevorschriften u. a.
- Toharot סֵדֶר טְהָרוֹת (Reinigungen): zwölf Traktate über Reinheit/Unreinheit von Personen, Sachen und Orten.

### Halacha und Aggada (funktionale Differenzierung)
Quer zur bereits genannten Einteilung des Talmud lässt sich dessen Text auf zwei Themenbereiche verteilen: Neben der praxisnahen Auslegung der gesetzlichen Vorschriften (Halacha, הלכה, wörtlich: ‚Gehen‘) stehen erzählerische und erbauliche (homiletischen) Betrachtungen (Aggada, אגדה, wörtlich: ‚Erzählen‘). Letztere findet sich vor allem in der Gemara, jedoch kaum in der Mischna, die nahezu ausschließlich aus Halacha besteht.
In seinem Gedicht Jehuda Ben Halevy vergleicht Heinrich Heine die Halacha mit einer „Fechterschule, wo die besten dialektischen Athleten […] ihre Kämpferspiele trieben“. Die Aggada, die er fälschlich „Hagada“ nennt, sei indes „ein Garten, hochphantastisch“, in dem es „schöne alte Sagen, Engelmärchen und Legenden“ gebe, „stille Märtyrerhistorien, Festgesänge, Weisheitssprüche (…)“.

## Sprache
Die Sprache der Gemara ist Aramäisch. Die jeweils zitierte Mischna, auf die die Gemara Bezug nimmt, ist auf Hebräisch. Die Kommentare, die zur Erläuterung der Gemara im Talmud mit abgedruckt sind, sind meist hebräisch. Der Talmud wird gewöhnlich in den Originalsprachen studiert.
Im Jüdischen Verlag erschien 1929 bis 1936 die erste und bisher einzige vollständige und unzensierte deutsche Übersetzung des Babylonischen Talmud. Die Übersetzung stammt von Lazarus Goldschmidt. Diese Ausgabe umfasst 12 Bände. Im Seitenaufbau weicht sie von den gängigen Ausgaben ab. Die Mischna ist in Kapitälchen gesetzt. Darunter folgt die Gemara im normalen Satz. Sie wird jeweils mit dem in Großbuchstaben gesetzten Wort „Gemara“ eingeleitet. Zusätzliche Anmerkungen zur Mischna oder Gemara sind als Fußnoten gesetzt. In der Originalausgabe und in den Nachdrucken gibt es nur ein Inhaltsverzeichnis pro Band, kein Gesamtverzeichnis für alle Bände. Auch die Einteilung in Sektionen geben diese Verzeichnisse nicht wieder.

## Antijudaistische und antisemitische Talmud-Kritik
Da der Talmud in der Wahrnehmung sehr mit dem Wesen des Judentums selbst identifiziert wurde, richteten sich Angriffe gegen das Judentum meist auch gegen diesen.

### Antike
Bereits frühzeitig wurde Juden die Beschäftigung mit dem Religionsgesetz mehrfach untersagt. Solch ein Verbot wird von der rabbinischen Geschichtsschreibung als einer der Gründe des Bar-Kochba-Aufstands angegeben. Im Jahr 553 erließ Kaiser Justinian I. ein Gesetz, das Juden das Studium der deuterosis verbot, womit die Mischna oder Beschäftigung mit der Halacha allgemein gemeint war. Papst Leo VI. erneuerte später dieses Verbot.

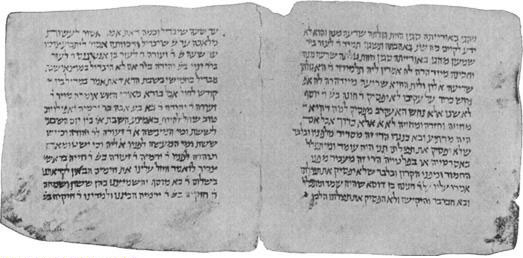
Palästinischer Talmud, mittelalterliche Handschrift aus der Kairoer Geniza

### Mittelalter
Im Mittelalter kam es zu stärkeren Anfeindungen gegenüber dem Talmud. Manche dieser Angriffe stammten von zum Christentum konvertierten Juden. So ging die Talmuddisputation von Paris 1240 von dem Konvertiten Nikolaus Donin aus, der 1224 von den Rabbinern in den Bann getan worden war und 1236 zum Christentum konvertiert war. 1238 forderte er in einer Schrift mit 35 Punkten gegen den Talmud dessen Verbot von Papst Gregor IX. Als Folge der Disputation zwischen Donin und Rabbi Jechiel ben Josef kam es 1242 zur ersten großen Talmudverbrennung.
1244 verfügte Papst Innozenz IV. zunächst die Vernichtung aller Ausgaben des Talmud. Er revidierte dieses Urteil 1247 auf jüdische Bitte hin, veranlasste aber die Zensur des Talmud und beauftragte gleichzeitig eine Untersuchungskommission der Universität von Paris, der 40 Sachverständige angehörten, darunter Albertus Magnus. Die Kommission kam zu einer erneuten Verurteilung, die 1248 verkündet wurde.
In einer weiteren Disputation über den Talmud zwischen dem vom Judentum zum Christentum übergetretenen Pablo Christiani und dem jüdischen Gelehrten Nachmanides 1263 in Barcelona erklärte König Jakob von Aragón dagegen Nachmanides zum Sieger. Bis zum Ende des 16. Jahrhunderts gingen dann Disputationen, Konzile und Kirchenversammlungen mit Verboten, Beschlagnahmungen und Verbrennungen des Talmud einher. Papst Julius III. ließ im Jahr 1553 in Rom das Werk beschlagnahmen und die eingesammelten Exemplare am 9. September, dem jüdischen Neujahrstag, öffentlich verbrennen. Danach trat die Inquisition auf den Plan, die in einem Dekret Talmudverbrennungen den Herrschern in allen christlichen Ländern empfahl. Unter Androhen ihres Vermögensverlustes sollten Juden zur Ablieferung der Talmudexemplare binnen dreier Tage gezwungen werden. Christen sollten mit der Exkommunikation belangt werden, falls sie es wagen sollten, den Talmud zu lesen, aufzubewahren oder Juden in dieser Sache behilflich zu sein.
In antijudaistischen Publikationen wurden Stellen aus dem Talmud zitiert, um die jüdische Religion und Tradition in Misskredit zu bringen. Teilweise handelt es sich bei den „Zitaten“ um Fälschungen. Aber auch die echten Zitate sind in der Regel aus dem Zusammenhang gerissen und tragen der im Talmud vorherrschenden Form der dialogischen, oft kontroversen Annäherung an ein Thema nicht Rechnung. Im talmudischen Diskurs werden oft auch bewusst unhaltbare Thesen (etwa: „Nichtjuden sind keine Menschen“) in die Diskussion geworfen, um sie daraufhin im Dialog zu widerlegen. Antijudaisten verwenden bis in die Gegenwart bevorzugt solche „Thesen“, verschweigen jedoch die folgenden Antithesen, so dass ein verfälschter Gesamteindruck der religiösen Leitlinien des Talmuds und der jüdischen Religion insgesamt entsteht.
Eine Ausnahme war der Humanist Johannes Reuchlin, der als erster deutscher und nichtjüdischer Hebraist gilt, der zum besseren Verständnis die hebräische Sprache und Schrift erlernte. Er veröffentlichte eine hebräische Grammatik, schrieb über die Kabbala und verteidigte den Talmud und die jüdischen Schriften im Streit mit Johannes Pfefferkorn.

### Neuzeit

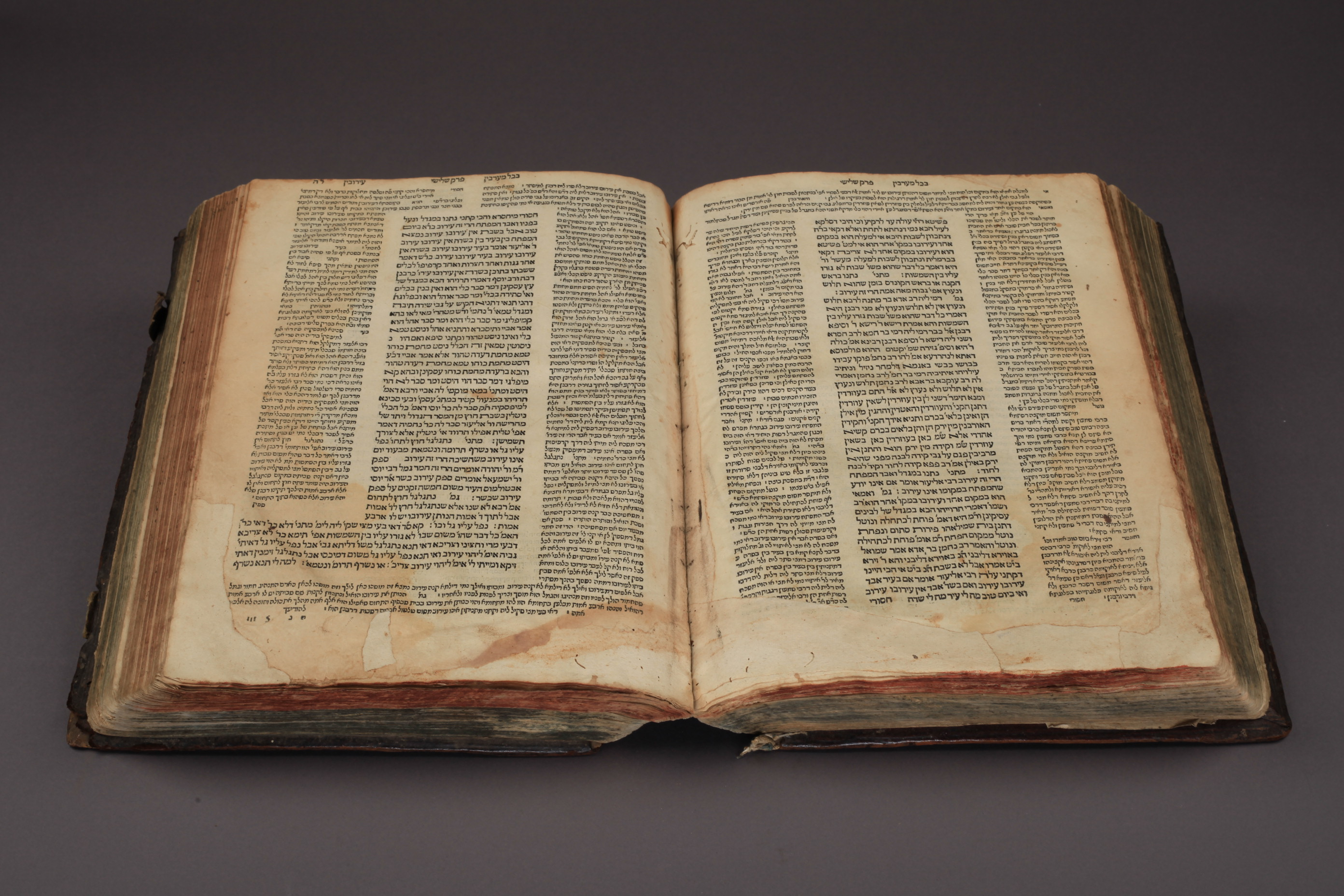
Der seit 1966 im Jüdischen Museum der Schweiz ausgestellte Talmud vereint Teile aus den ersten beiden Talmud-Drucken von Daniel Bomberg und Ambrosius Froben.

Der Reformator Martin Luther forderte 1543 in seiner Schrift Von den Jüden vnd jren Lügen neben dem Verbrennen von Synagogen und jüdischen Häusern auch die Konfiszierung aller jüdischen Bücher einschließlich des Talmuds. Aber auch die katholische Kirche setzte in der Gegenreformation den Talmud 1559 auf den ersten Index verbotener Bücher.
Im 17. Jahrhundert gab es einige Humanisten und christliche Hebraisten, die den Talmud gegen den damaligen Antijudaismus in Schutz nahmen und versuchten, mit Hilfe des Talmuds und der rabbinischen Literatur das Neue Testament und das Christentum besser zu verstehen. Daniel Bomberg (1478/80–1549) verlegte als erster christlicher Drucker die Gesamtausgabe des Babylonischen Talmuds in Venedig. Ihm folgte Ambrosius Froben in Basel mit einer Ausgabe 1578. Der Basler Theologe Johann Buxtorf der Jüngere übersetzte 1629 das religionsphilosophische Werk Führer der Unschlüssigen des mittelalterlichen jüdischen Gelehrten Maimonides und vollendete 1639 das von seinem Vater Johann Buxtorf dem Älteren begonnene Lexicon chaldaicum, talmudicum et rabbinicum. Der anglikanische Theologe John Lightfoot stellte in Horae Hebraicae Talmudicae von 1685 erstmals die talmudischen Parallelen zum Neuen Testament zusammen.
Der antijüdische Autor Johann Andreas Eisenmenger sammelte die Textstellen aus der ihm bekannten rabbinischen Literatur, besonders des Talmuds, die geeignet waren, das Judentum zu diskreditieren und antijüdische Vorurteile zu bestärken, und veröffentlichte sie 1700 unter dem Titel Entdecktes Judenthum. Das Werk gilt als das populärste der zahlreichen von christlichen Autoren gegen die rabbinische Literatur verfassten Polemiken. Es diente auch für August Rohlings Hetzschrift Der Talmudjude als Quelle, später auch für viele weitere Vertreter des Antisemitismus.
Die Praxis, den Talmud zur Verunglimpfung des Judentums und der Juden zu missbrauchen, ist auch heute im christlichen, muslimischen oder säkularen Antijudaismus/Antisemitismus verbreitet.

## Textausgaben und Übersetzungen

### Babylonischer Talmud
- Nivard Schlögl: Der babylonische Talmud. Burgverlag, Richter & Zöllner, Wien 1921.
- Der babylonische Talmud. Ausgewählt, übersetzt und erklärt von Reinhold Mayer. Wilhelm Goldmann, München 1963 (etwa 600 Seiten)Babylonischer Talmud, moderne Ausgabe in 20 Bänden

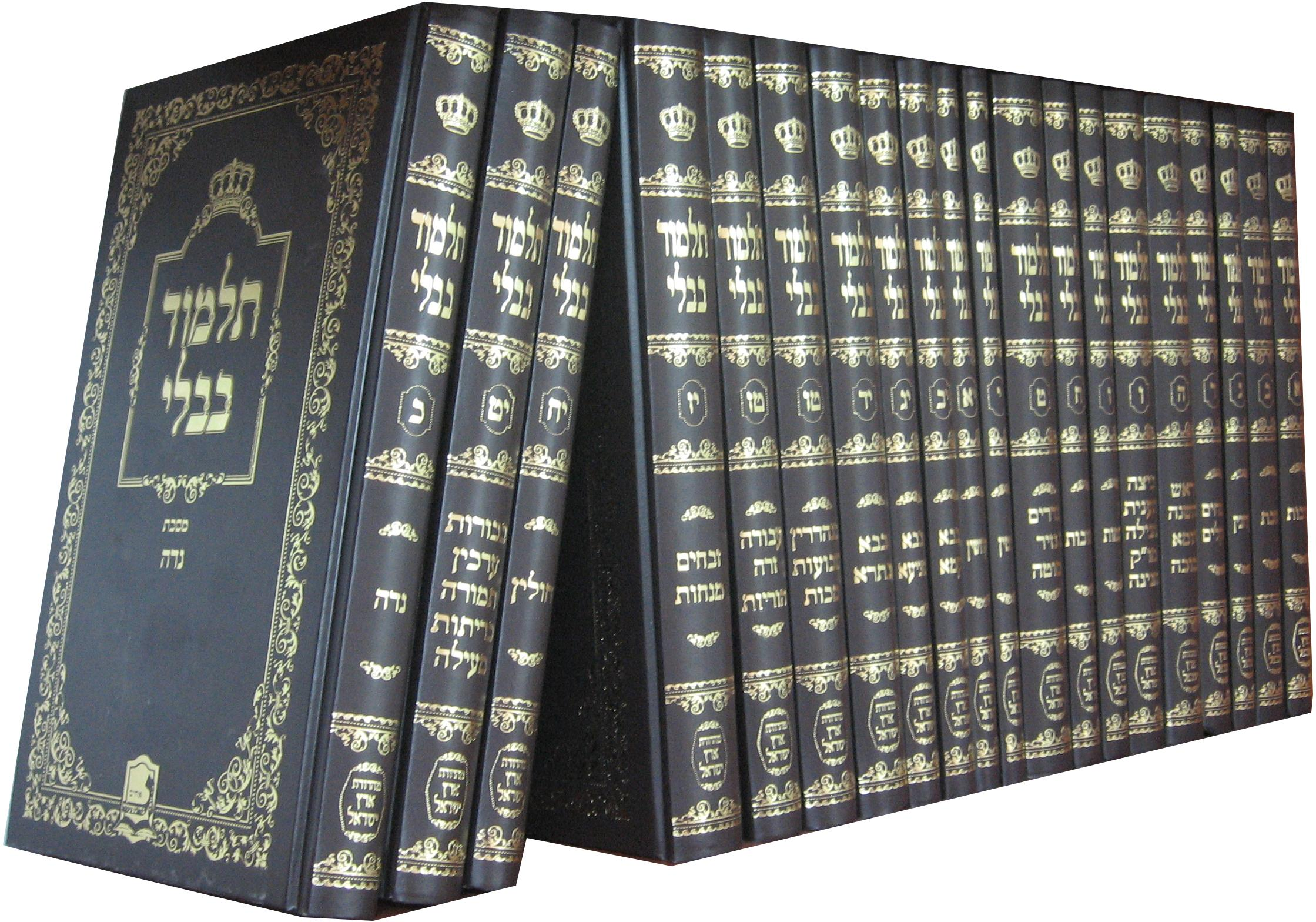
Babylonischer Talmud, moderne Ausgabe in 20 Bänden

- Lazarus Goldschmidt (Übersetzer): Der Babylonische Talmud, 12 Bde., Berlin 1929–1936, Judaica Frankfurt
- I. Epstein (Hrsg.): The Babylonian Talmud. Ins Englische übersetzt und mit Anmerkungen versehen. 35 Bände, London 1935–1952 (Nachdruck in 18 Bänden London 1961)
- The Schottenstein Edition Talmud Bavli. English Edition. Mesorah Artscroll. New York
- The Safra Edition Talmud Bavli. Französische Übersetzung aus dem Mesorah Artscroll Verlag. New York

### Jerusalemer Talmud
- Institutum Judaicum (Hrsg.): Der Jerusalemer Talmud in deutscher Übersetzung (unter diesem Titel nur Band I/1: Berakhoth, übersetzt von Charles Horowitz, Tübingen 1975)
- Martin Hengel, Jacob Neusner, Peter Schäfer u. a. (Hrsg.): Übersetzung des Talmud Yerushalmi (mehrere Bände), Tübingen ab 1980

## Konkordanzen
- Chayim Yehoshua Kasovsky: Thesaurus Talmudis. Concordantiae Verborum quae in Talmude Babilonico reperiuntur, 41 Bände, Jerusalem 1954–1982
- Biniamin Kosowsky: Thesaurus Nominum Quae in Talmude Babylonico Reperiuntur, Jerusalem 1976 ff.